# Kim Joo-hyuck

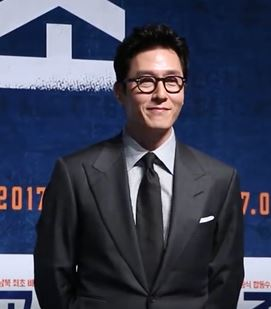
Kim Joo-hyuck, 2016

Kim Joo-hyuck (* 3. Oktober 1972 in Seoul; † 30. Oktober 2017 ebenda) war ein südkoreanischer Schauspieler. Er war vor allem bekannt für seine Rollen in My Wife Got Married (2008), The Servant (2010) und Yourself and Yours (2016) sowie Confidential Assignment (2017). Außerdem erlangte er Popularität durch die Fernsehserien Lovers in Prague (2005), God of War (2012) und Hur Jun, The Original Story (2013). Er gehörte zudem zur Stammbesetzung der dritten Staffel der Varietyshow 2 Days & 1 Night.

## Leben
Kim war Sohn des Schauspielers Kim Mu-saeng. Wie sein Vater zuvor spielte er auch die historische Figur des koreanischen Mediziners Heo Jun.
Am 30. Oktober 2017 verstarb Kim Joo-hyuck in Folge eines Autounfalls an einer Kopfverletzung. Zwei weitere Filme, an denen er mitwirkte, befinden sich noch in der Postproduktion. Seine Freundin, die 17 Jahre jüngere Schauspielerin Lee Yoo-young drehte gerade Running Man, als sie von dem Tod erfuhr. Der Dreh wurde daraufhin gestoppt.
Für seinen letzten Film, Believer (2018), der erst nach seinem Tod veröffentlicht wurde, erhielt er den Grand Bell Award in der Kategorie bester Nebendarsteller.

## Filmografie

### Filme
- 2001: Say Yes (세이 예스)
- 2002: YMCA Baseball Team (YMCA 야구단)
- 2003: Singles (싱글즈)
- 2004: Eodiseonga Nugunga-e Musein Saenggimyeon Teullimeopsi Natananda Hong-banjang (어디선가 누군가에 무슨 일이 생기면 틀림없이 나타난다 홍반장)
- 2005: When Romance Meets Destiny (광식이 동생 광태 Gwansigi Dongsaeng Gwangtae)
- 2005: Blue Swallow (청연 Cheongyeon)
- 2006: Love Me Not (사랑따윈 필요없어 Sarangttawon Pilyoeopseo)
- 2008: My Wife Got Married (아내가 결혼했다 Anae-ga Gyeolhonhaetda)
- 2010: The Servant (방자전 Bangja-jeon)
- 2011: In Love and War (적과의 동침 Jeokgwa-uo Dongchim)
- 2011: Pitch High
- 2011: Couples (커플즈)
- 2015: Intimate Enemies (나의 절친 악당들 Na-ui Jeolchin Akdang-deul)
- 2015: The Beauty Inside (뷰티 인사이드)
- 2016: Like for Likes (좋아해줘 Johahaejwo)
- 2016: The Truth Beneath (비밀은 없다 Bimil-eun Eopda)
- 2016: Yourself and Yours (당신자신과 당신의 것 Dangsinjasin-gwa Dangsin-ui Geot)
- 2017: Confidential Assignment (공조 Gongjo)
- 2017: The Tooth and the Nail (석조저택 살인사건 Seokjojeotaek Sarin-sageon)
- 2018: Heung-boo: The Revolutionist (흥부)
- 2018: Believer (독전 Dokjeon)

### Fernsehserien
- 1998: Letters Written on a Cloudy Day
- 1999: KAIST
- 2000: Tango in Seoul
- 2000: Can Anyone Love?
- 2002: Rival
- 2002: Like a Flowing River
- 2005: Lovers in Prague (프라하의 연인 Praha-ui Yeonin)
- 2008: Terroir
- 2012: God of War (무신 Musin)
- 2013: Hur Jun, The Original Story (구암 허준)
- 2015: Reply 1988 (응답하라 1988 Eungapara 1988)
- 2017: Argon (아르곤)

## Auszeichnungen
- 2005: SBS Drama Awards: Top Excellence Award, Actor und Top 10 Stars für Lovers in Prag
- 2006: Baeksang Arts Awards: Bester Darsteller in der Kategorie Fernsehen für Lovers in Prag
- 2008: Blue Dragon Film Awards: Bestes Leinwandpaar mit Son Ye-jin für My Wife Got Married
- 2014: KBS Entertainment Awards: Best Newcomer in a Variety Show für 2 Days & 1 Night
- 2015: KBS Entertainment Awards: Best Entertainer Award in der Kategorie Entertainment für 2 Days & 1 Night
- 2017: The Seoul Awards: Bester Nebendarsteller für Confidential Assignment
- 2018: Grand Bell Awards: Bester Nebendarsteller für Believer